# Diessenhofen (district)
Het district Diessenhofen was een district in het kanton Thurgau. Het district had een oppervlakte van 41,2 km² en 6381 inwoners (eind 2004). De hoofdplaats was Diessenhofen.
Tot het district behoorden de volgende gemeenten:
| Gemeentenaam            | Inwoners (31.12.2004) | Oppervlakte (km²) |
| ----------------------- | --------------------- | ----------------- |
| Basadingen-Schlattingen | 1653                  | 15,7              |
| Diessenhofen            | 3167                  | 10,0              |
| Schlatt                 | 1561                  | 15,5              |